# Nidifugní a nidikolní
Nidifugní a nidikolní jsou termíny odkazující k době, kterou živočich stráví na hnízdě po narození. Termíny jsou nejčastěji užívané v ornitologii v souvislosti s ptáky.
- Nidifugní mláďata opouštějí hnízdo krátce po narození.[1] Typickým příkladem jsou bahňáci, kiviové, hrabaví nebo vrubozobí.
- Nidikolní mláďata zůstávají na hnízdě.[1] Typickým zástupcem jsou pěvci nebo čápi.

S koncepty poprvé přišel ornitolog Lorenz Oken v roce 1816.
Pojmy se někdy užívají jako synonyma k pojmům prekociální (nekrmivá) a altriciální (krmivá) mláďata. I když se termíny z velké části překrývají, pojmy prekociální a altriciální primárně odkazují k vývojovému stadiu novorozence, zatímco termíny nidifugní a nidikolní se zaměřují na dobu přítomnosti mláďat na hnízdišti. Lze shrnout, že všichni nidifugní ptáci jsou prekociální, avšak ne všichni nidikolní ptáci jsou altriciální (tzn. někteří ptáci se rodí poměrně vyvinutí a schopní pohybu, avšak zůstávají na hnízdě).